# 愛尽大経
『愛尽大経』（あいじんだいきょう、巴: Mahātaṇhāsaṅkhaya-sutta, マハータンハーサンカヤ・スッタ）とは、パーリ仏典経蔵中部に収録されている第38経。『大愛尽経』（だいあいじんきょう）とも。
類似の伝統漢訳経典としては、『中阿含経』（大正蔵26）の第201経「嗏帝経」がある。
釈迦が、弟子サーティの邪見を批判しつつ、仏法を説いていく。

## 日本語訳
- 『南伝大蔵経・経蔵・中部経典1』（第9巻） 大蔵出版
- 『パーリ仏典 中部（マッジマニカーヤ）根本五十経篇II』 片山一良訳 大蔵出版
- 『原始仏典 中部経典1』（第4巻） 中村元監修 春秋社